# Venango (Nebraska)
Venango je selo u američkoj saveznoj državi Nebraska. Prema popisu stanovništva iz 2010. u njemu je živjelo 164 stanovnika.